# Rheumaptera chimu
Rheumaptera chimu là một loài bướm đêm trong họ Geometridae.